# Hentzia mitrata
Hentzia mitrata là một loài nhện trong họ Salticidae.
Loài này thuộc chi Hentzia. Hentzia mitrata được Nicholas Marcellus Hentz miêu tả năm 1846.

## Hình ảnh

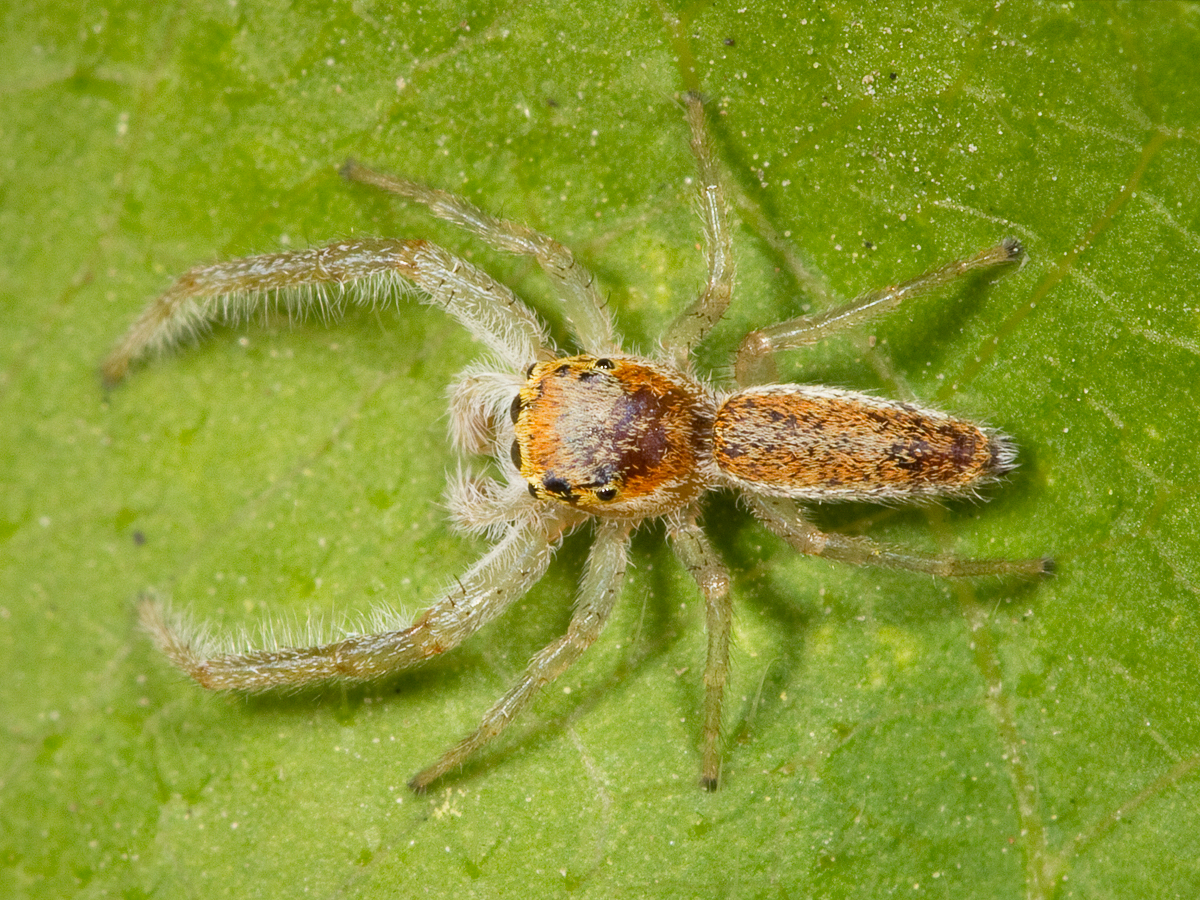
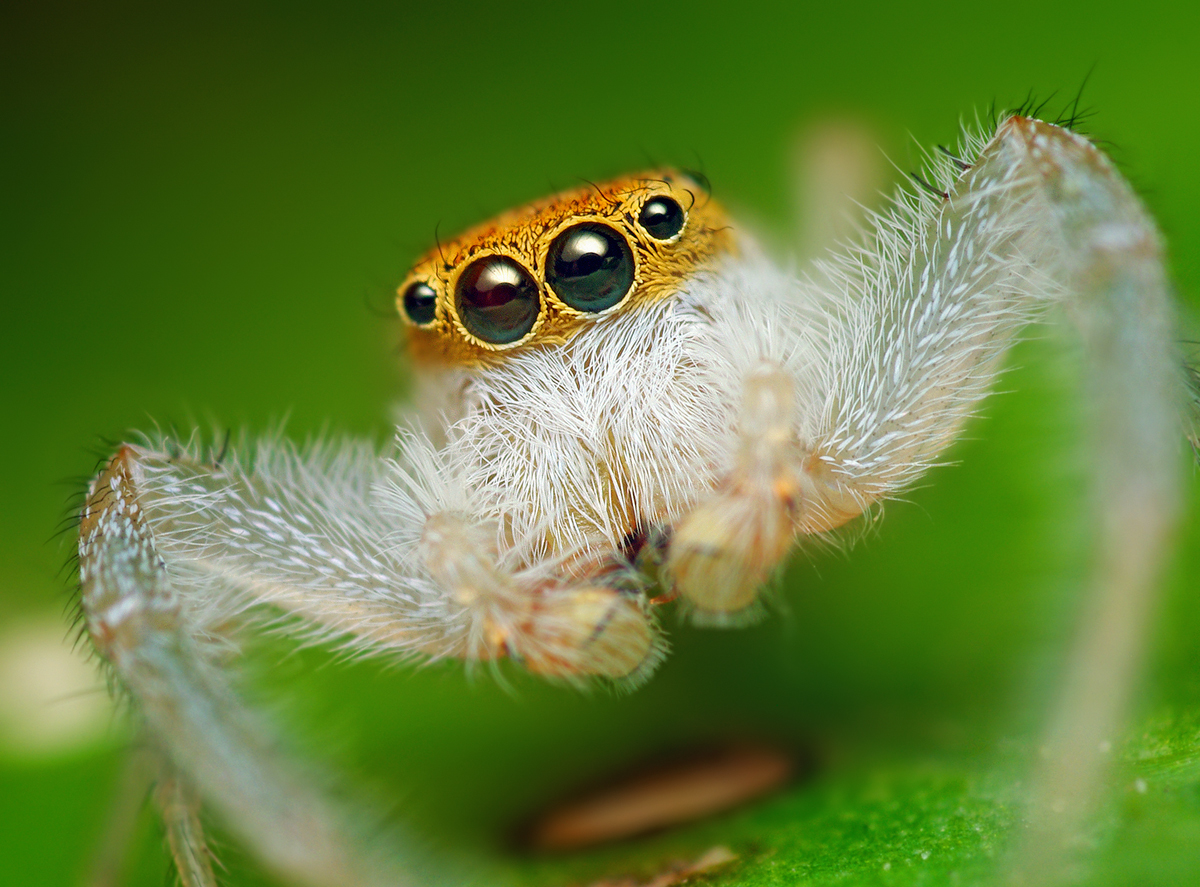
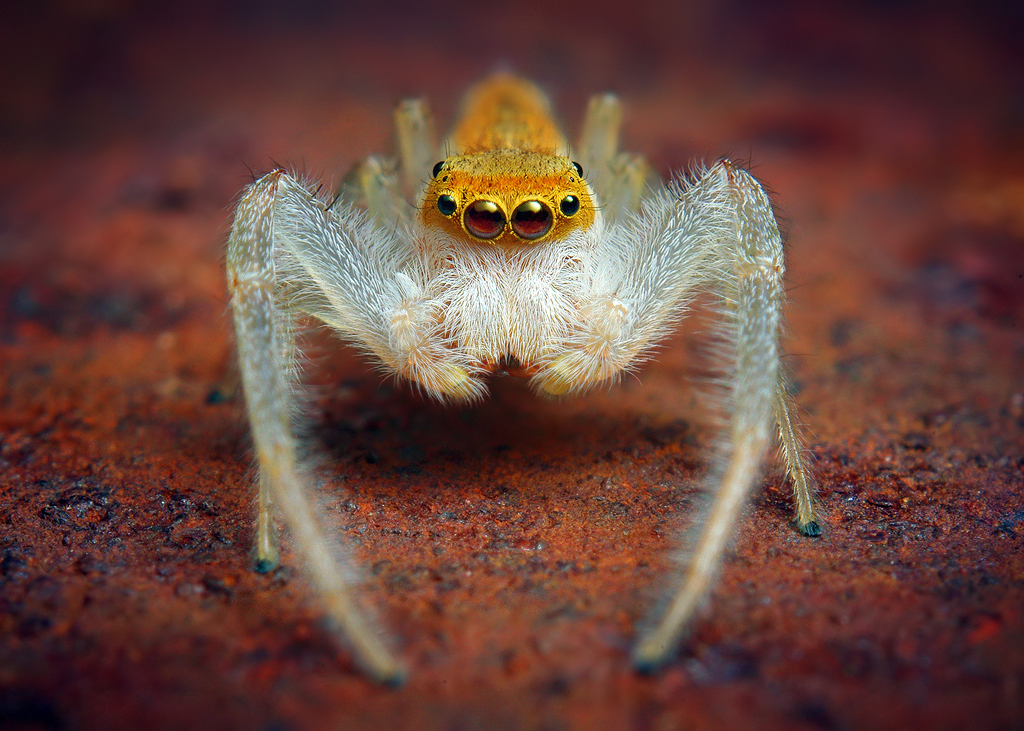
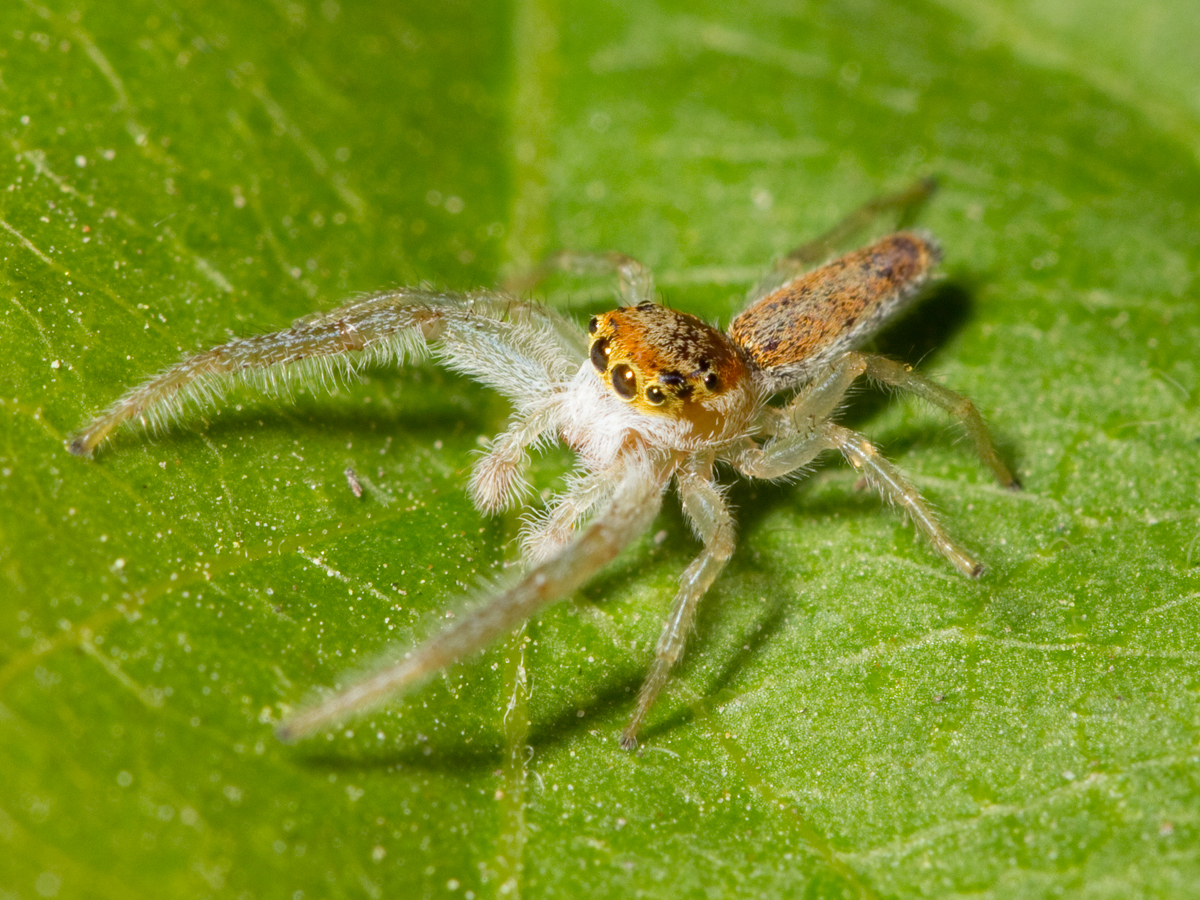